# Malouetia

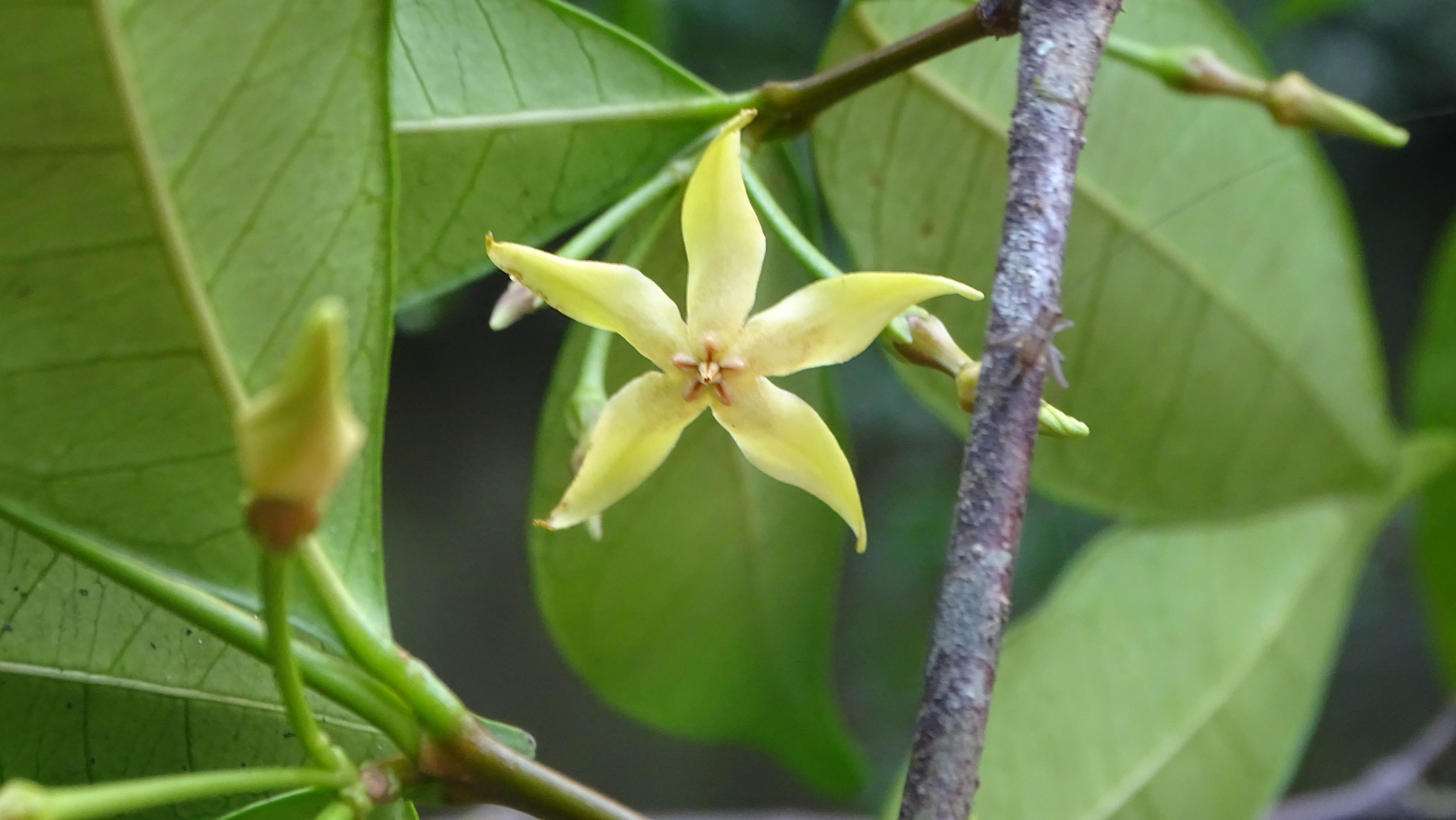

Malouetia là chi thực vật có hoa trong họ Apocynaceae.